# دانيال إلمر سالمون
دانيال إلْمَر سامَن (بالإنجليزية: Daniel Elmer Salmon)‏ مواليد 23 جويلية 1850 ووفياة 30 أغسطس 1914 هو جراح بيطري أمريكي، حصل على شهادة دكتوراه في الطب البيطري في الولايات المتحدة، قضى مسيرته في دراسة الأمراض الحيوانية بوزارة الزراعة الأميركية.
أعطى اسمه لجنس البكتيريا التي تم اكتشافها من قبل أحد المساعدين وسمية باسمه تكريما له (سالمونيلا).